# SHT: From the Vault EP
Albums de 3OH!3
Innerpartysystem Split 7
(2009) BTL/YGLT Remixes EP
(2013)
SHT: From the Vault EP est un extended play numérique du duo electro-rock du Colorado 3OH!3. Il est finalement sorti au début de l'année 2012 en raison de fortes demandes des fans et comporte quatre chansons inédites.

## Développement
La chanson Robot a tout d'abord été dévoilée après avoir été promue grâce à une campagne de marketing avec Facebook. Une vidéo promotionnelle est alors publiée à cet effet, celle-ci montre une série d'images représentant un robot qui se déplace en même temps que les photos se trouvant dans un album de la page Facebook de 3OH!3 défilent. Le robot commence par osciller d'un côté à l'autre puis décolle finalement vers un ciel nocturne après un compte à rebours de 3 secondes. Six mois après la date de sortie initiale de Robot, 3OH!3 dévoile Bang Bang, Dirty Mind et enfin Set You Free, chacun d'entre eux publiés à une semaine d'intervalle en tant que singles. La première chanson à être dévoilée par téléchargement via iTunes est Bang Bang, le 13 décembre 2011,,. Set You Free semble être la plus efficace des quatre pistes dévoilées, se positionnant à la 84e place des classements américains.

## Liste des pistes
| No | Titre        | Durée |
| -- | ------------ | ----- |
| 1. | Robot        | 3:57  |
| 2. | Bang Bang    | 3:32  |
| 3. | Set You Free | 3:24  |
| 4. | Dirty Mind   | 3:17  |